# Národní park Vadvetjåkka
Národní park Vadvetjåkka (švédsky Vadvetjåkka nationalpark, severosámsky Vádvečohkka) je nejsevernější národní park ve Švédsku.
Park byl vyhlášen roku 1920 a rozkládá se na 2 630 hektarech, v oblasti Laponska, na švédsko-norské hranici, ve správě komuny Kiruna na západ od jezera Torneträsk.
Cílem vyhlášení byla ochrana severských hor v jejich přirozeném stavu. Park je charakteristický vysokým hřebenem s březovými lesy, močály, ledovci, vodopády a holými skalami.
Kromě hor do parku patří horská údolí táhnoucí se v severojižním směru a dále podhůří hor a široké meandry řeky Njuoraeatnu. Jelikož národní park leží nedaleko od Atlantského oceánu, prší tu častěji než v ostatních švédských horách.

## Doprava
Přístup do Národního parku Vadvetjåkka je obtížný. Dá se do něj dostat po cestě ze zátoky Pålnoviken od jezera Torneträsk. Veřejná lodní doprava jezdí na toto místo z Abiska a z Björklidenu.
Další dvanáctikilometrová cesta vede do národního parku ze zastávky Låktajåkka (na železniční trati Malmbanan Kiruna-Narvik).
Na novějších švédských mapách má park jméno v jazyce místních Sámů: Vádvečohkka.